# Dan Fogelberg
Dan Fogelberg (* jako Daniel Grayling Fogelberg; 13. srpna 1951 – 16. prosince 2007) byl americký rockový zpěvák a skladatel. Jeho největšími hity byly písně „Longer“ a „Leader of the Band“. Zemřel na karcinom prostaty ve věku 56 let.